# Trangé
Trangé település Franciaországban, Sarthe megyében. Lakosainak száma 1639 fő (2022. január 1.). Trangé Aigné, La Chapelle-Saint-Aubin, Chaufour-Notre-Dame, Fay, Le Mans, La Milesse, Pruillé-le-Chétif és Rouillon községekkel határos.

## Népesség
A település népessége az elmúlt években az alábbi módon változott:
| Lakosok száma | 1350 | 1356 | 1388 | 1415 | 1458 | 1509 | 1553 | 1596 | 1639 |
|               | 2013 | 2015 | 2016 | 2017 | 2018 | 2019 | 2020 | 2021 | 2022 |